# Stegmühl (Bogen)
Stegmühl ist eine Einöde und ein Ortsteil der Stadt Bogen im niederbayerischen Landkreis Straubing-Bogen. Stegmühl gehörte bis zum 31. Dezember 1977 zur Gemeinde Oberalteich, die im Zuge der Gebietsreform in Bayern aufgelöst wurde. Stegmühl liegt 200 Meter östlich der Kreisstraße SR 6 an der Menach.

## Geschichte
Bei dem Ort handelt es sich um einen Standort einer Wassermühle an der Menach. Der noch in Betrieb befindliche Mühlgraben speist heute ein Kleinwasserkraftwerk.

### Einwohnerentwicklung
| Jahr      | 1835 | 1860 | 1871 | 1875 | 1885 | 1900 | 1913 | 1925 | 1950 | 1961 | 1970 | 1987 |
| --------- | ---- | ---- | ---- | ---- | ---- | ---- | ---- | ---- | ---- | ---- | ---- | ---- |
| Einwohner | 8    | 11   | 13   | 10   | 7    | 6    | 4    | 4    | 8    | 6    | 6    | 4    |